# Ignazio Lucibello
(da un articolo de "Il Quotidiano", 15 settembre 1956, Sigismondo Nastri)
Ignazio Lucibello (Amalfi, 8 maggio 1904 – Roma, 21 ottobre 1970) è stato un pittore italiano, tra i più celebri della Costiera amalfitana (i Costaioli).

## Biografia

### La formazione artistica (1904 - 1924)
Ignazio Lucibello nacque ad Amalfi l'8 maggio del 1904 da Cherubino Lucibello e Adelaide Giordano.
Pietro Scoppetta – artista indimenticato – fu suo maestro e si accorse subito del talento precoce del giovane Ignazio, ne seguì il percorso artistico e lo incoraggiò amorevolmente fin quando morì nel 1920 donando lo studio, presso cui aveva costruito la sua fama, al comune di Amalfi con il desiderio che fosse assegnato al suo erede che in seguito si sarebbe rivelato essere proprio il Lucibello.
L'improvvisa morte del padre allontanò Lucibello dalla sua terra: Adelaide, la madre, condusse i suoi figli a Roma affinché potessero studiare. Nella capitale Lucibello si diplomò al Liceo Artistico; il suo percorso culturale lo portò a frequentare l'Accademia di Belle Arti di Napoli dal 1918 al 1924.

### I primi riconoscimenti (1925 - 1933)
Nel 1925 espose per la prima volta, a Caltanissetta, le sue opere in una mostra personale e, solo due anni dopo (1927), fu invitato alla Prima Mostra d'Arte fra gli Artisti del Salernitano dove Francesco Cangiullo, noto scrittore e pittore, ne ammirò il grande talento.
Nel 1929 Angelo di Salvio recensì una sua mostra allestita nella sede dell'Azienda di soggiorno e turismo di Amalfi.
Nel 1930 vinse il premio per il cartello di propaganda turistica di Amalfi nel concorso bandito dalla Provincia di Salerno Commissione per la Propaganda del Turismo per tre cartelli turistici: Amalfi, Ravello e Cava dei Tirreni
Si sposò nel 1931 con l'amalfitana Filomena Esposito da cui ebbe sette figli.
Nel 1932 su commissione del Comune di Amalfi eseguì una pergamena per il Patriarca Latino di Gerusalemme in visita alla città.
Nel 1933 fu invitato alla II Mostra d'Arte di Salerno insieme al "pittore maiorese" Ulderico Forcellini; fra le opere esposte dal Lucibello: Pesci, Campanile di Amalfi, Spiaggia di Amalfi, Natura morta, Amalfitana (acquistata dalla Provincia), Il Sapiente del villaggio, Il Santo pescatore e Scugnizzo.

Nel medesimo anno espose a Palazzo Torlonia in Roma, scriveva di lui Angelo Di Salvio: 

### La maturità artistica (1936 -1942)

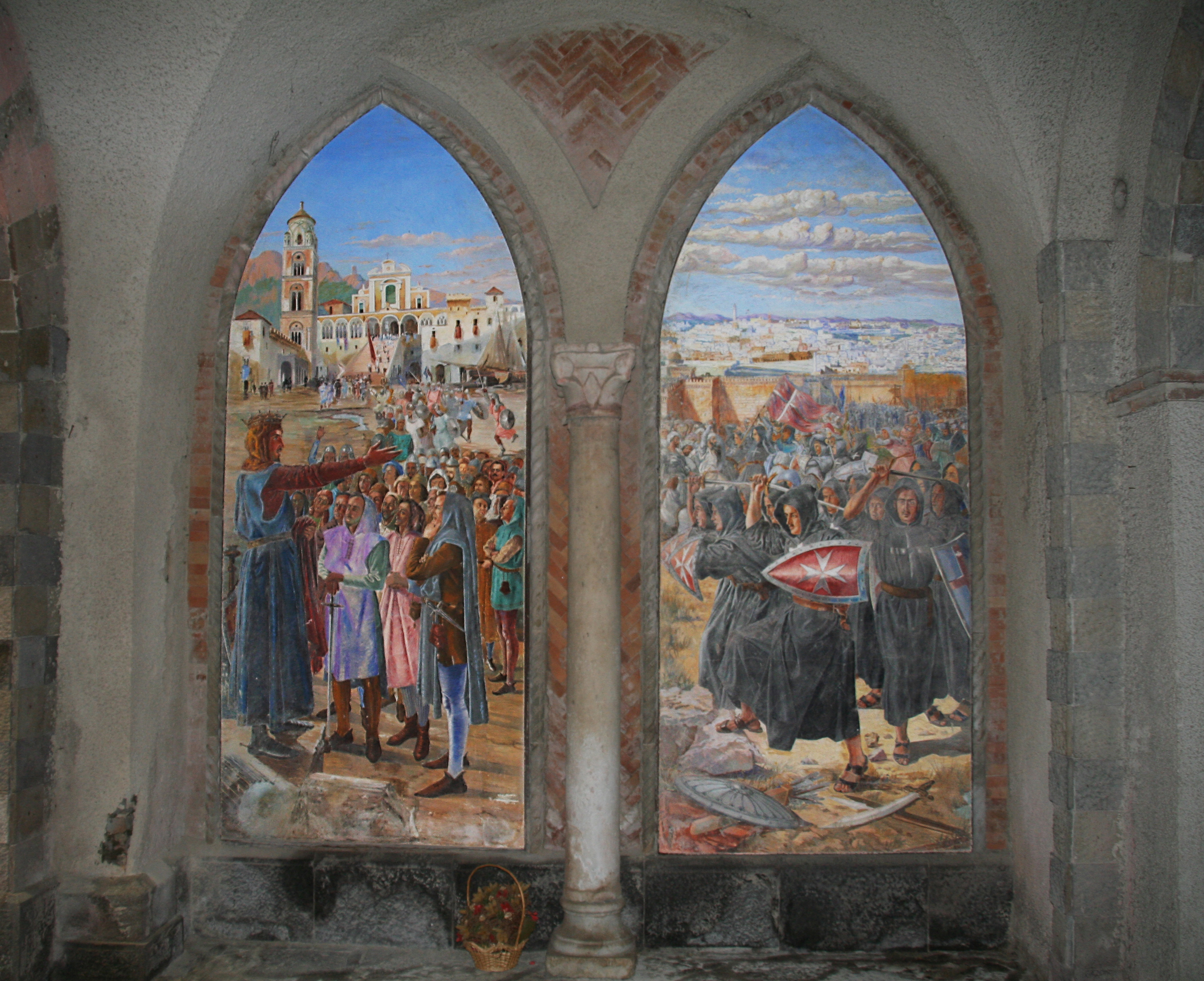
Il discorso di Ruggiero il normanno agli amalfitani
La presa di Gerusalemmeaffresco, Palazzo Castriota, Amalfi

Era il 1936 l'anno in cui, grazie alla sua crescente notorietà, il parroco don Bonaventura Palumbo chiese al pittore di realizzare gli affreschi della chiesa di Santa Marina in Pogerola (Amalfi).
Il podestà di Amalfi – Francesco Gargano amante dell'arte e della pittura del Lucibello – gli commissionò alcune opere per la propria residenza. Tra queste, una copia della Trasfigurazione di Raffaello, che lo tenne impegnato per due mesi a Roma presso la Pinacoteca Vaticana, e, sembrerebbe, anche quella della Battaglia di Ostia, pure di Raffaello, conservata nelle Stanze Vaticane. Riprodusse, in scala, i dipinti del Morelli esposti nel salone di rappresentanza del Municipio e riproposti in mosaico sulla facciata del duomo. Per il comm. Gargano realizzò, inoltre, due affreschi, ancora ben conservati a palazzo Castriota: Il discorso di Ruggiero il Normanno agli amalfitani e La presa di Gerusalemme.

### La guerra (1942 - 1943)
(note biografiche a cura di Rita Di Lieto)
Alla firma dell'armistizio – 8 settembre 1943 – le circostanze lo persuasero a lasciare Anzio per dirigersi a casa della madre, a Roma. Raggiunse la capitale a piedi e, appena possibile, si riunì con la sua famiglia a Cortona.

### Il periodo cortonese (1943 - 1954)

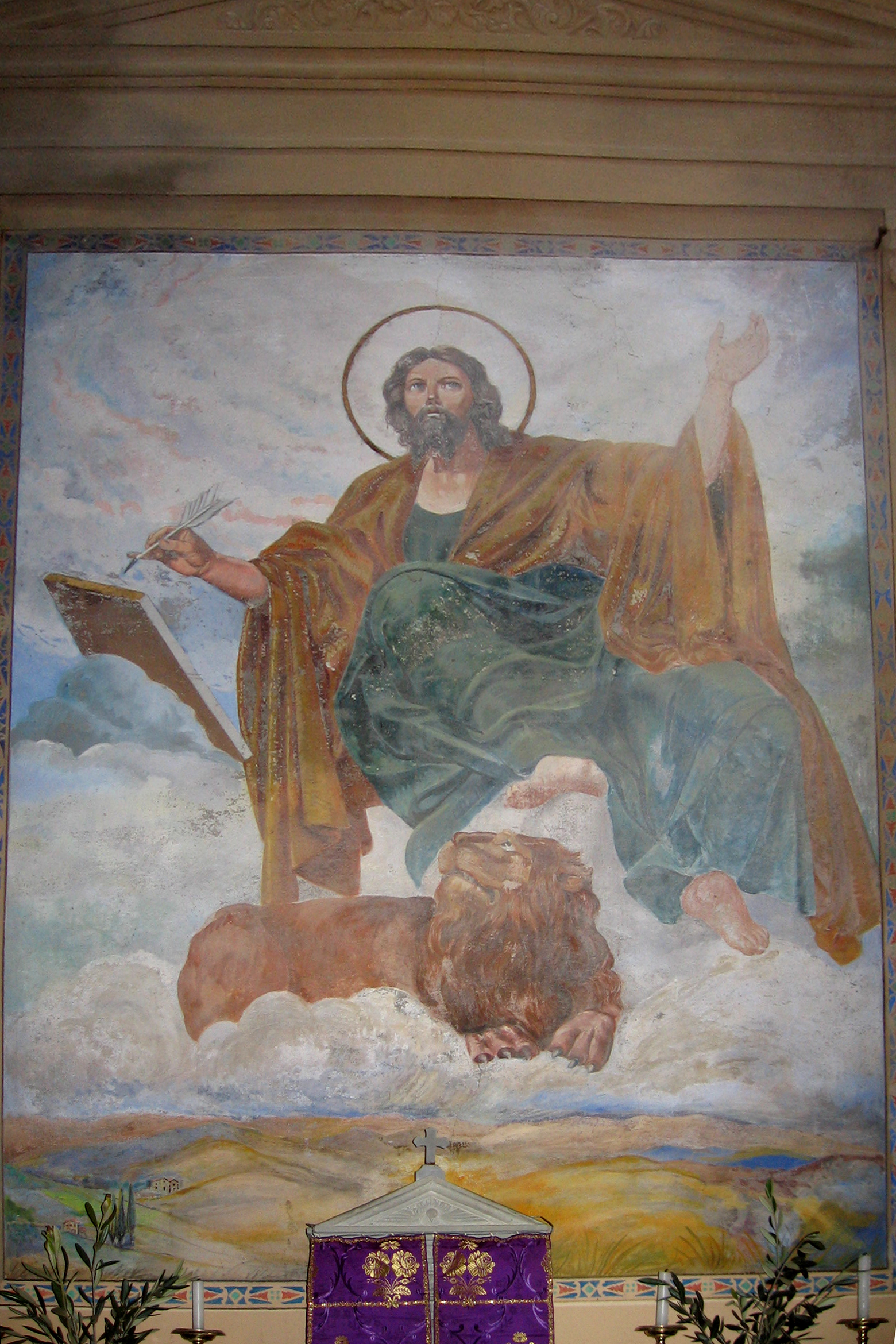
San Marco Evangelistaarazzo, 1944, Chiesa di San Marco Evangelista, Poggioni di Cortona

Se ne giovarono particolarmente Poggioni e S. Pietro a Dame… Passato …, ai primi di Luglio 1944, il fronte rovinoso della guerra, e tornata un po’ di calma, il Lucibello ridiscese a Cortona, accasandovisi con la famigliola che nel frattempo lo aveva raggiunto qui. Cercò altro lavoro, e l’ebbe a Monsigliolo, dove il Parroco di allora Don Egidio Belelli… gli fece decorare la chiesa parrocchiale, e successivamente la Cappella di famiglia nel Cimitero del Calcinaio.»
(dal Bollettino Diocesano di Cortona del 1972, S.E. Mons. Giuseppe Franciolini Vescovo di Cortona)

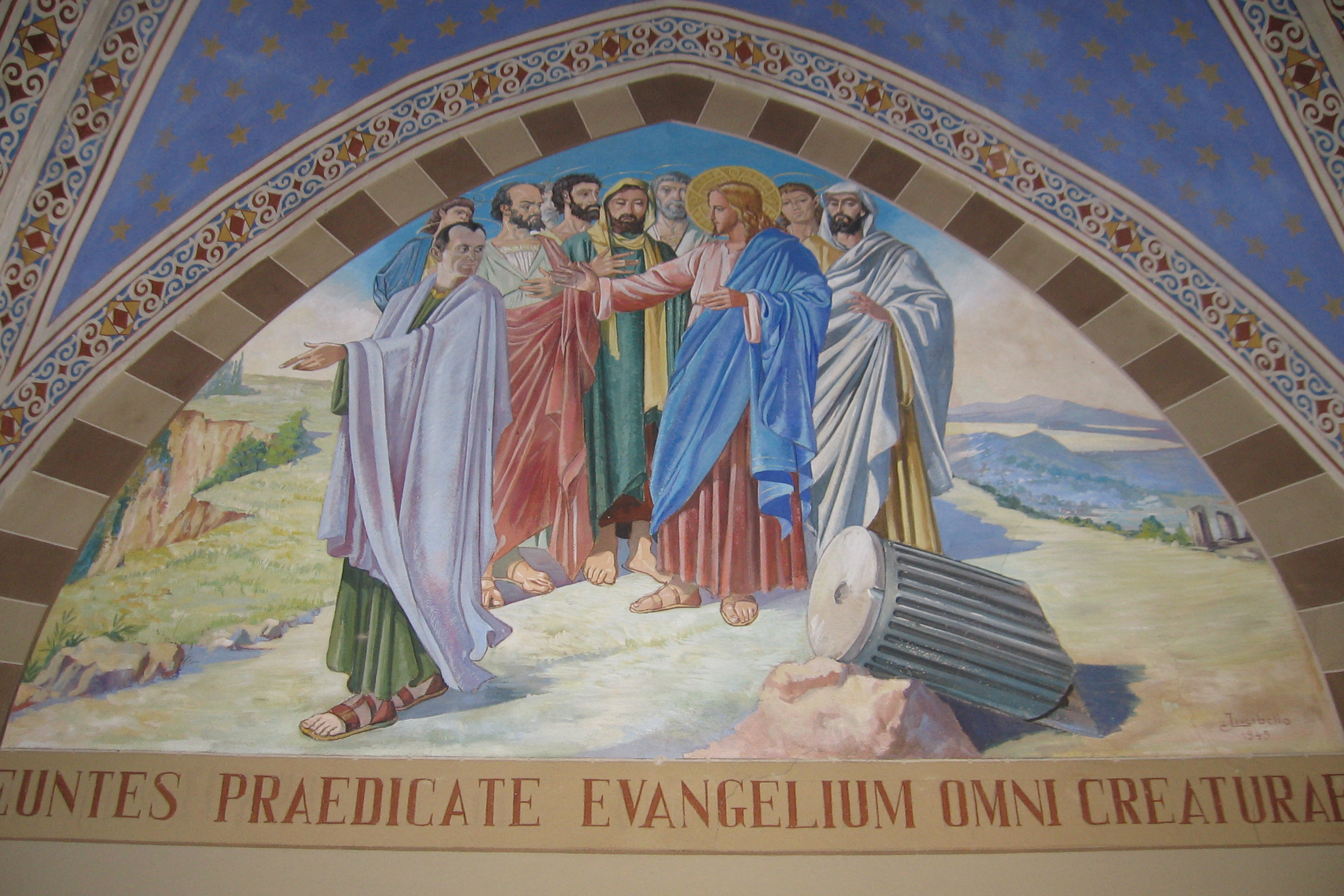
La Missione degli Apostoliaffresco, 1945, Cappella dell'Episcopio, Cortona

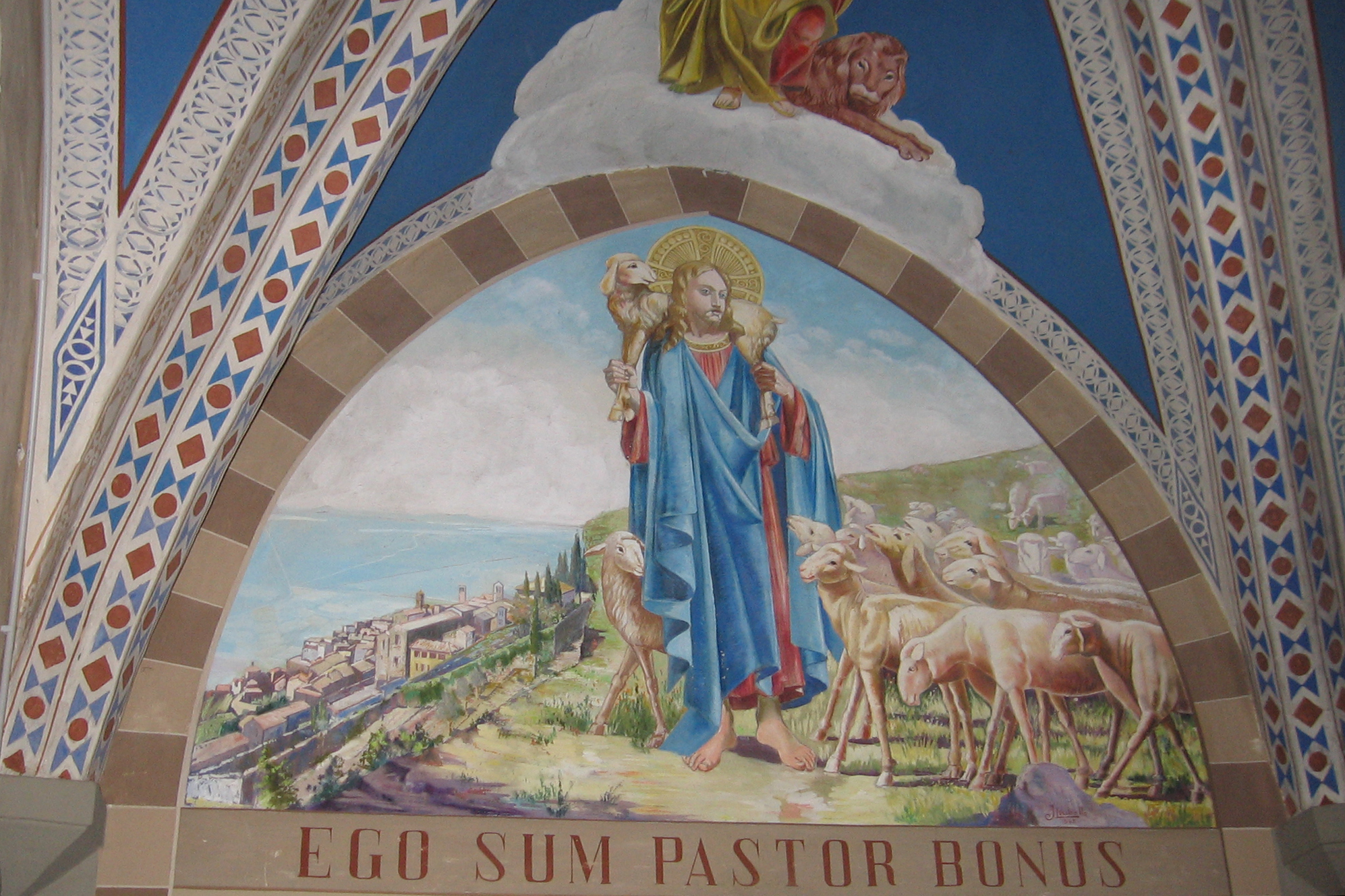
Gesù il Buon Pastoreaffresco, 1945, Cappella dell'Episcopio, Cortona

Merita una menzione particolare la decorazione della Cappella dell'Episcopio eseguita fra il novembre del 1944 e l'aprile del 1945, opera commissionata dallo stesso Franciolini.
Lucibello rimase a Cortona fino al 1954. Insegnò alla Scuola media e al Magistero della donna, diresse la scuola serale di "Disegno Applicato alle Arti". Realizzò le scenografie delle commedie rappresentate al teatro “Signorelli”. Arricchì con le sue opere alcune importanti collezioni pubbliche e private.
Come ultimo omaggio alla città ideò e disegnò la Fontana dei Delfini situata nei giardini del Parterre di Cortona.
Infatti il gruppo di sinistra proviene dai reperti della guerra 40/45: esso era mutilo delle gambe dell'Eros, che gli vennero rifatte in una fonderia fiorentina, insieme all'altro gruppo di destra, identico. Si dice che il suddetto gruppo provenga dal meridione d'Italia e che sia di marca ellenistica.»
(da "Una Tavolozza per Cortona" di Nicola Calderone)

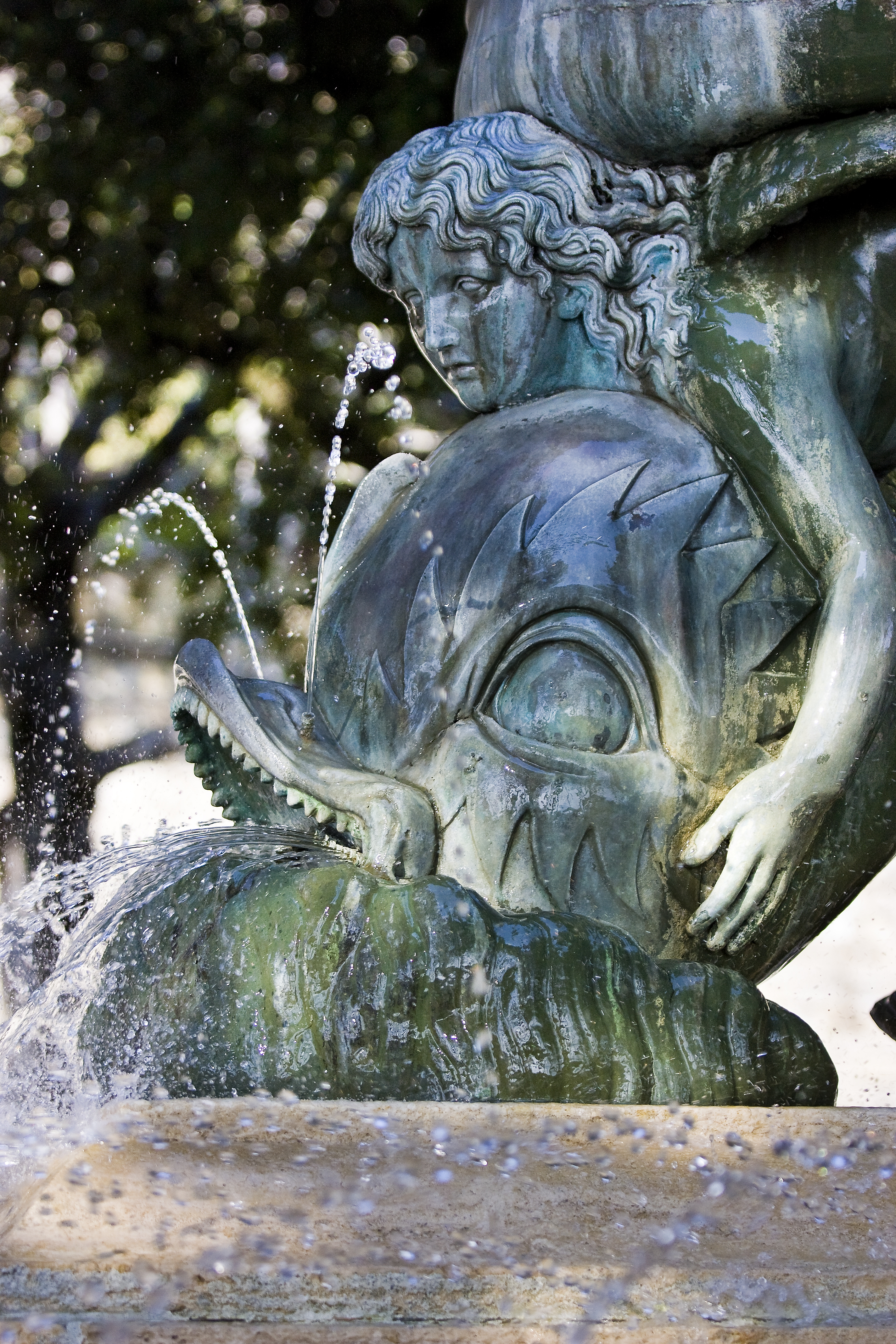
Fontana dei Delfinifontana, 1954, Parterre di Cortona, Cortona

### Ultimi anni (1954 - 1970)
Si trasferì a Roma nel 1954 continuando a insegnare e dipingere, collaborò – per la parte figurativa – con alcuni giornali fra cui il "Roma".
Ogni anno trascorreva il periodo estivo ad Amalfi esponendo le sue opere al Gran Caffè gestito da Dino Lucibello.
(da un articolo de "Il Quotidiano", 11 ottobre 1957, Sigismondo Nastri)
Nel 1964 Lucibello fu premiato a Napoli con la medaglia d'oro in occasione della rassegna nazionale delle arti figurative organizzata dalla rivista "Rinascita artistica" il cui direttore era Pietro Picciullo.
Morì a Roma il 21 ottobre del 1970.

### Una Tavolozza per Cortona (1990)
Nel 1990 ottenne un tributo dalla città di Cortona dove venne allestita una mostra retrospettiva – Una Tavolozza per Cortona – curata dal Prof. Nicola Calderone, patrocinata dall'Amministrazione Comunale della città e plaudita dall'Amministrazione Comunale di Amalfi.

### Il Panno

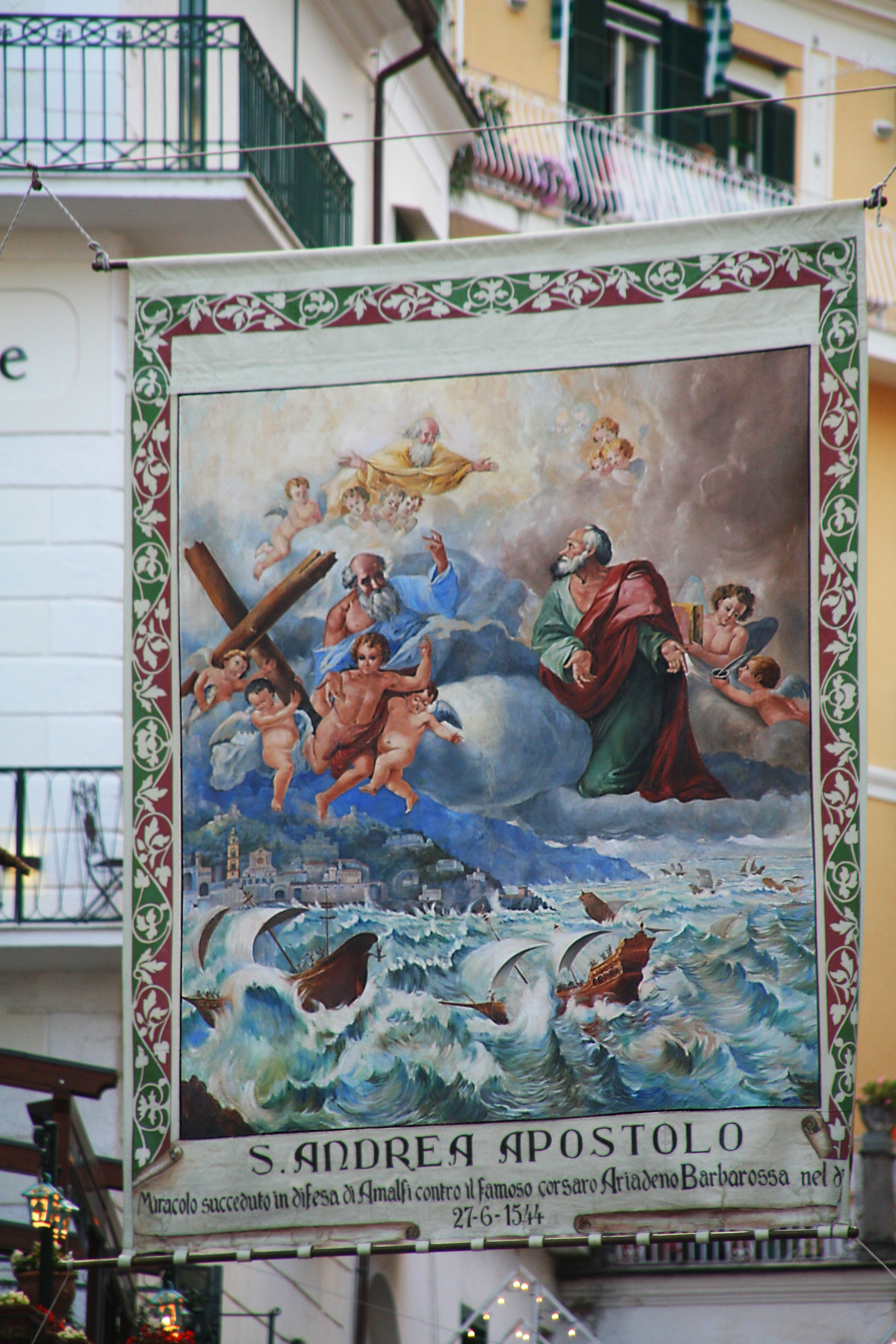
Miracolo di Sant'Andreatela, Festa del 27 giugno, Amalfi

Ad Amalfi una delle tradizioni popolari più note è sicuramente la festa annuale del 27 giugno in onore di Sant'Andrea apostolo, Santo Patrono e protettore della città. È opera di Lucibello la tela – il panno – che viene esibita per commemorare il miracolo del Santo, avvenuto nel 1544, quando salvò gli amalfitani dall'attacco del corsaro Ariadeno Barbarossa.